# Doriane Vidal
Doriane Vidal (Limoges, 16 de abril de 1976) é uma snowboarder da França.
Participou de tres edições de Olimpíadas de Inverno: 1998, 2002 e 2006. Na edição de Salt Lake City 2002 conquistou a medalha de prata no halfpipe.
Além da prata olímpica, Vidal conquistou uma medalha de prata nos Winter X Games e foi três vezes campeã mundial: 2001, 2003 e 2005. Foi uma vez vice-campeã mundial em 1999.